# Emily Bölk
Emily Bölk (n. 26 aprilie 1998, în Buxtehude) este o handbalistă din Germania care joacă pentru clubul FTC-Rail Cargo Hungaria pe posturile de centru și intermediar stânga.
De asemenea, Bölk este componentă a selecționatelor naționale ale Germaniei la diferite categorii de vârstă. În 2014, ea a participat cu echipa de junioare U18 a țării sale la Campionatul Mondial din Macedonia, unde a câștigat medalia de argint și a fost desemnată cea mai bună handbalistă a competiției. În 2015, Emily Bölk a fost componentă a echipei germane de tineret U19 care a evoluat la Campionatul European.
Emily Bölk este fata fostei handbaliste Andrea Bölk, campioana mondială din 1993. Bunica Inge Stein a jucat pentru echipa națională a Germaniei de Est.

## Palmares
- Nemzeti Bajnokság I:
  -  Câștigătoare: 2021

- Magyar Kupa:
  -  Câștigătoare: 2022, 2023[7]

- Campionatul Mondial pentru Junioare:
  -  Medalie de argint: 2014

- Cupa EHF:
  - Sfert-finalistă: 2015

## Premii individuale
- Cea mai bună jucătoare (MVP) la Campionatul Mondial pentru Junioare: 2014
- Cea mai bună handbalistă a Germaniei: 2018, 2019[8][9]